# Maciej Banaszak

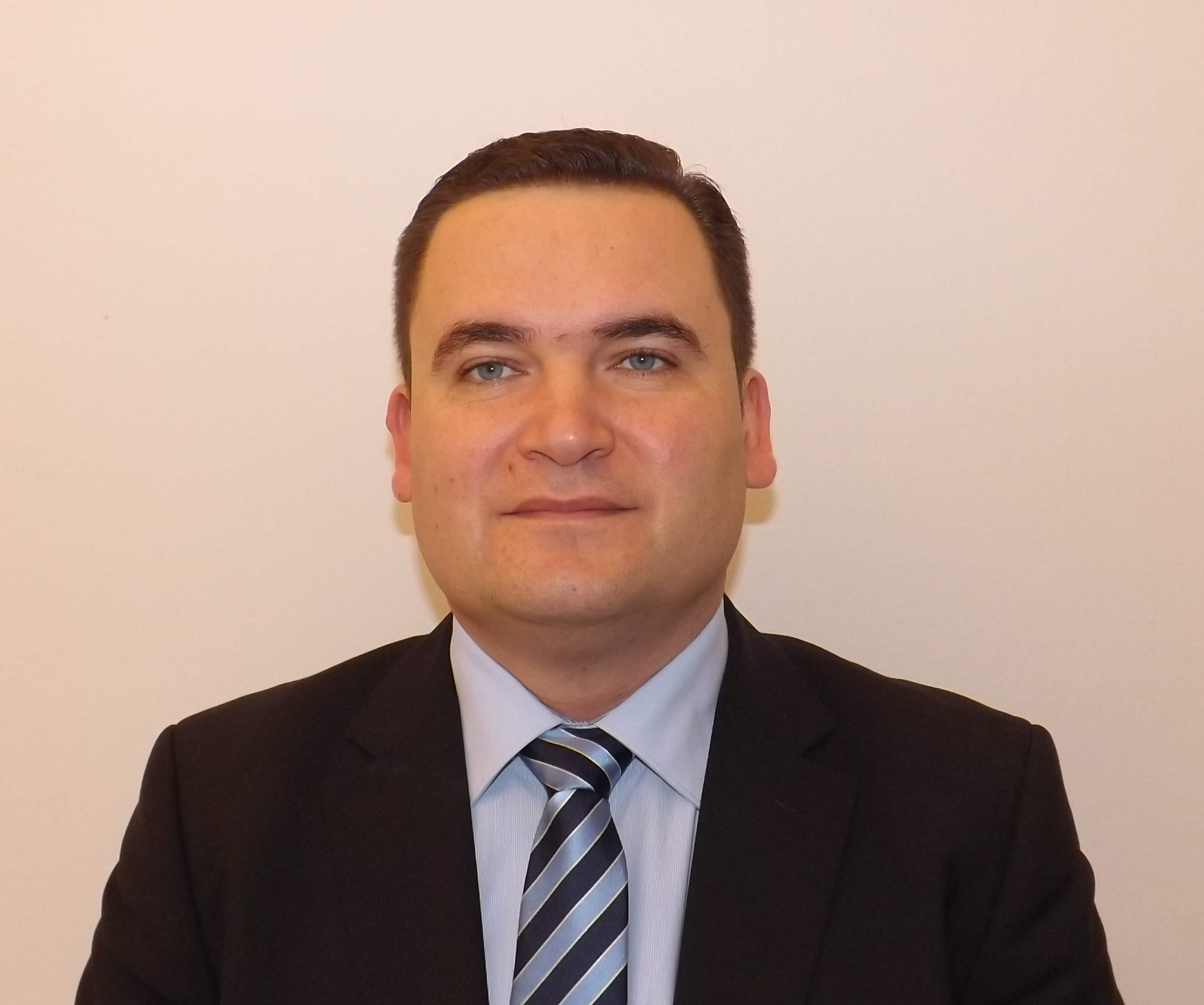
Maciej Banaszak 2013

Maciej Banaszak (* 13. Juni 1975 in Posen) ist ein polnischer Politiker der Ruch Palikota (Palikot-Bewegung).
Maciej Banaszak ist ausgebildeter Bautechniker. 1993 macht er sich selbständig und führt das größte Motorradhaus Posens.
Er kandidierte bei den Parlamentswahlen 2011 im Wahlkreis 39 Poznań. Mit 18.837 Stimmen konnte er ein Mandat für den Sejm erlangen.
Maciej Banaszak ist verheiratet und hat eine Tochter.